# Пишний Андрій Григорович
Андрі́й Григо́рович Пи́шний (нар. 26 жовтня 1974, с. Доброводи, Збаразький район, Тернопільська область, УРСР) — український політик і банкір. Голова Національного банку України (з 7 жовтня 2022 року), Член РНБО з 25 жовтня 2022. У 2014—2020 роках був головою правління АТ «Ощадбанк».
З 2003 був першим заступником голови «Ощадбанку», у 2007 перейшов до Ради національної безпеки. У 2012 році обраний народним депутатом України від ВО «Батьківщина» та першим заступником голови комітету Верховної Ради України з питань регламенту, депутатської етики та забезпечення діяльності ВРУ. У 2014—2020 роках був головою правління АТ «Ощадбанк». З жовтня 2022 року — Голова Національного банку України. Андрій Пишний сповідує філософію інклюзивного суспільства та бере активну участь у просуванні санкцій проти РФ.

## Життєпис
Народився 26 жовтня 1974 року в селі Доброводи Збаразького району Тернопільської області.
З 1991 по 1996 рік навчався на юридичному факультеті Чернівецького університету, де познайомився з Арсенієм Яценюком. Після навчання, у з 1996 по 2000 рік лишався в ньому викладачем-стажистом та асистентом кафедри конституційного, адміністративного та фінансового права.
З 1998 року Пишний очолював юридичну фірму «Правкон» у Чернівцях та був її співвласником. З 1998 по 2005 рік Андрій Пишний був співвласником (на 2 %) ТОВ "Телерадіокомпанія «Інтер-Чернівці» спільно з місцевим політиком і журналістом Василем Забродським (йому належало 98 %). Пізніше фірму придбали структури проросійських олігархів Дмитра Фірташа і Валерія Хорошковського.
У 2008 році здобув ступінь кандидата юридичних наук в Інституті законодавства Верховної Ради України (м. Київ). Захистив дисертацію на тему «Правовий статус державних банків України».

### Політична кар'єра
У травні 2007 року призначений заступником секретаря РНБО. Звільнений з посади указом президента Віктора Ющенка в червні 2009 року.
У 2010 році зосередився на партійному проекті Арсенія Яценюка «Фронт Змін», де очолив комітет партійного контролю. На парламентських виборах 2012 року був заступником керівника штабу «Батьківщини», а в грудні був лідером «групи Яценюка» у фракції «Батьківщини» та першим заступником голови парламентського комітету з питань регламенту.
15 червня 2013 року, після об'єднання «Фронту змін» і партії «Батьківщина», обраний заступником керівника «Батьківщини».

### Банківська кар'єра
У 2000 році очолив юридичне управління «Ощадбанку» та переїхав до Києва. У 2001 році був директором департаменту правового забезпечення «Ощадбанку».
З 2003 по 2007 рік був першим заступником голови правління «Ощадбанку». З грудня 2004 по травень 2005 року виконував обов'язки голови «Ощадбанку». У 2005 році закінчив Українську академію банківської справи НБУ (банківська справа).
У 2006 році Пишний підготував і узгодив з Наглядовою радою стратегію розвитку банку, яка передбачала реформу корпуправління банку і введення в Наглядову раду незалежних директорів. Здійснити корпоратизацію Ощадбанку команді Пишного вдалося під час другого терміну перебування його на посаді голови правління в 2019 році.
З квітня 2007 року продовжив розбудову державного банківського сектору на посаді першого заступника голови правління ВАТ «Укрексімбанк», згодом — члена наглядової ради ВАТ «Укрексімбанк» та ВАТ «Ощадбанк».
З 26 березня 2014 року — голова правління АТ «Ощадбанк». Чотири роки поспіль Ощадбанк стає переможцем комплексного рейтингу «50 провідних банків України» за версією щорічного незалежного дослідження інформаційного агентства «Financial Club».
2 серпня 2019 року — повноваження Пишного в Ощадбанку продовжено на наступні 5 років.
7 жовтня 2022 року Верховна Рада України підтримала обрання Андрія Пишного головою Національного Банку України За відповідне рішення проголосували 290 народних депутатів.
Підпис А.Пишного є на банкнотах четвертого покоління 100 (2022 року), 20, 500 та 1000 гривень (2023 року) та на пам'ятних банкнотах з оригінальним дизайном номіналом 20 гривень «ПАМ'ЯТАЄМО! НЕ ПРОБАЧИМО!» (2023 року) і 50 гривень «Єдність рятує світ» (2024 року).

## Оцінка діяльності

### Діяльність на посаді голови Національного банку України
10 жовтня 2022 року Президент України Володимир Зеленський офіційно представив новообраного Голову НБУ Андрія Пишного команді Національного банку. У своїй промові Андрій Пишний зазначив свої пріоритети на посаді Голови НБУ: макрофінансова стабільність, ефективність макроекономічної політики, конструктивні перемовини з нашими міжнародними партнерами, побудова нового діалогу між Національним банком і урядом, відкриття доступу до джерел фінансування держави.

### Результати
У грудні 2022 року відбувся перший візит Андрія Пишного на посаді Голови НБУ до Вашингтону (США) для зустрічі з директором-розпорядником Міжнародного валютного фонду Крісталіною Георгієвою.
У складі представників української влади Пишний є учасником роботи місій МВФ щодо України. Результатами співпраці стало успішне проходження Україною Моніторингової програми із залученням Ради фонду, та затвердження Радою директорів МВФ чотирирічної програми розширеного фінансування для України обсягом 15,6 млрд дол. США. Кошти, які передбачені програмою, є частиною великого пакета фінансової допомоги Україні обсягом 115 млрд дол. США. Це рішення МВФ в Україні назвали історичним, оскільки Фонд вперше погодився надати фінансування країні, де відбувається повномасштабна війна. Для цього МВФ змінив внутрішні правила кредитування, які дозволяють йому допомагати країнам, що стикаються з надзвичайно високою невизначеністю. І тепер цим прецедентом можуть скористатися й інші країни, які потерпають від зовнішніх факторів.
29 червня 2023 року Рада виконавчих директорів МВФ затвердила перший перегляд програми розширеного фінансування. Україна отримала другий транш — 886 млн дол. США. Завдяки, в томі числі, підтримці МВФ, міжнародні резерви України у червні 2023 року сягнули рекордної позначки за всю історію незалежної України — 39 млрд дол.
За даними українських аналітиків Андрію Пишному вдалося перезавантажити відносини НБУ з Міністерством фінансів України та поновити взаємодію фіскальної і монетарної політик. Це допомогло активізувати внутрішній борговий ринок. З початку 2023 року НБУ вдалося уникнути емісійного фінансування дефіциту бюджету.
У січні 2024 року британське фінансове видання «The Banker» назвало Пишного найкращим главою центробанку у світі за результатами 2023 року.
У березні 2024 року Пишний отримав нагороду «Голова центрального банку» за підсумками премії Central Banking Awards 2024. Це вперше, коли обидва експертні видання — Central Banking та The Banker — одночасно відзначили голову центробанку найвищою нагородою.

### Санкційна робота
Від початку повномасштабної російсько-української війни Пишний увійшов до складу групи Єрмака-Макфола з розробки пакету санкцій проти РФ, виступає за визнання Росії державою-терористом.
Тако Пишний на посаді голови НБУ ініціював окремий напрям діяльності національного банку, пов'язаний із підтримкою санкційної політики України проти РФ. Голова НБУ неодноразово публічно виступав за вихід міжнародних банківських груп з російського ринку, й обговорював це питання з представниками європейських центробанків, зокрема з Президенткою Європейського центрального банку Крістін Лагард.
Андрій Пишний виступає за включення РФ до «чорного списку» FATF (міжнародний міжурядовий орган, метою роботи якого є боротьба щодо відмивання грошей).
Пропозиції Пишного були враховані у рішенні РНБО України: «Про застосування секторальних спеціальних економічних та інших обмежувальних заходів (санкцій) до фінансових установ російської федерації».

### Проєкт POWER BANKING
Після початку масованих російських ракетних атак по енергетичній системі Національний банк під керівництвом Пишного у грудні 2022 року створив проєкт POWER BANKING — це об'єднана мережа банківських відділень по всій країні, які можуть працювати навіть у блекаут. До мережі увійшло майже 2400 банківських відділень у 400 містах і селищах.
З початку 2023 року НБУ вдалося уникнути емісійного фінансування дефіциту бюджету.

### Діяльність на посаді голови правління «Ощадбанку»
Після початку російської збройної агресії проти України на Донбасі, «Ощадбанк» офіційно продовжував роботу на територіях, контрольованих терористичними угрупованнями «ДНР» і «ЛНР», принаймні до 1 грудня 2014 року.
1 грудня «Ощадбанк» припинив роботу на непідконтрольній території.
У 2017—2018 роках Національне антикорупційне бюро України вело розслідування проти голови «Ощадбанку» Андрія Пишного та його колег. Розслідування стосувалося підозр у можливій розтраті майна та потенційного зловживання службовим становищем.
У 2019 році наглядова рада Ощадбанку вирішила продовжити контракт з Андрієм Пишним та залишити його на посаді голови правління банку на п'ять років. Це призвело до конфлікту з Національним банком України, який не узгодив членів наглядової ради Ощадбанку. Згодом Міністерство Фінансів оголосило конкурс на голову Ощадбанку, але Пишний в ньому не брав участі.

## Громадська діяльність
2009 року (у віці 34 років) Пишний частково втратив слух. Пишний є ініціатором низки соціальних проектів. Зокрема, спільно з Андрієм Єрмаком було створене громадське об'єднання «Відчуй», яке допомагає адаптації людей, які втратили слух або народилися з вадами слуху. Андрій сповідує філософію інклюзивного суспільства, суспільства без бар'єрів. Зокрема, «Ощадбанком» першим у Східній Європі було відкрито банківські відділення, адаптовані для людей з особливими потребами.
Пишний — співавтор благодійного проекту «Мистецтво, що рятує», який реалізується спільно з «Мистецьким арсеналом» та волонтерськими організаціями задля допомоги пораненим бійцям АТО, ООС та жителям прифронтової зони Донбасу.

## Декларації
29 січня 2024 року Пишний подав декларацію за 2023 рік.

## Особисте життя
- Батько — Григорій Андрійович (*1947) — заступник гендиректора турагентства «Черемош»[8]. Очолював лікувальний профілакторій для людей з алкогольною залежністю, був заступником голови правління машинобудівного заводу[9].
- Мати — Світлана Андріївна (1949—1996) — працювала в міському відділі міліції. Розлучилася з чоловіком, коли сину було 11 років. Отримала звання майора за кілька днів до смерті через онкозахворювання[74].
- Дружина — Людмила Георгіївна (*1973) — викладачка університету. У пари є дві дочки — Світлана (*1998) та Дарина (*2003)[8].